# Izaskun Bilbao
Izaskun Bilbao Barandica, née le 27 mars 1961 à Bermeo, est une avocate et femme politique espagnole, du Pays basque. Membre du Parti nationaliste basque (EAJ-PNV), elle est présidente du Parlement basque de 2005 à 2009 et députée européenne de 2009 à 2024.

## Biographie
Appartenant à une famille de pêcheurs, Izaskun Bilbao est licenciée en droit de l'université de Deusto et diplômée en gestion d'entreprise de l'université du pays basque.
De 1987 à 1991, elle est conseillère municipale de Bermeo.
Elle est élue en 1998 au Parlement basque puis réélue en 2001 et 2005. Le 23 mai 2005, elle est la première femme élue à la présidence du Parlement basque, qui compte alors une majorité de députées.
En 2008, elle fait l'objet d'une controverse sur le placement du drapeau espagnol dans l'enceinte du Parlement basque.
Élue de nouveau en 2009, elle quitte la présidence du Parlement basque puis son siège de député après son élection au Parlement européen. Elle est réélue en 2014 et de nouveau en 2019.

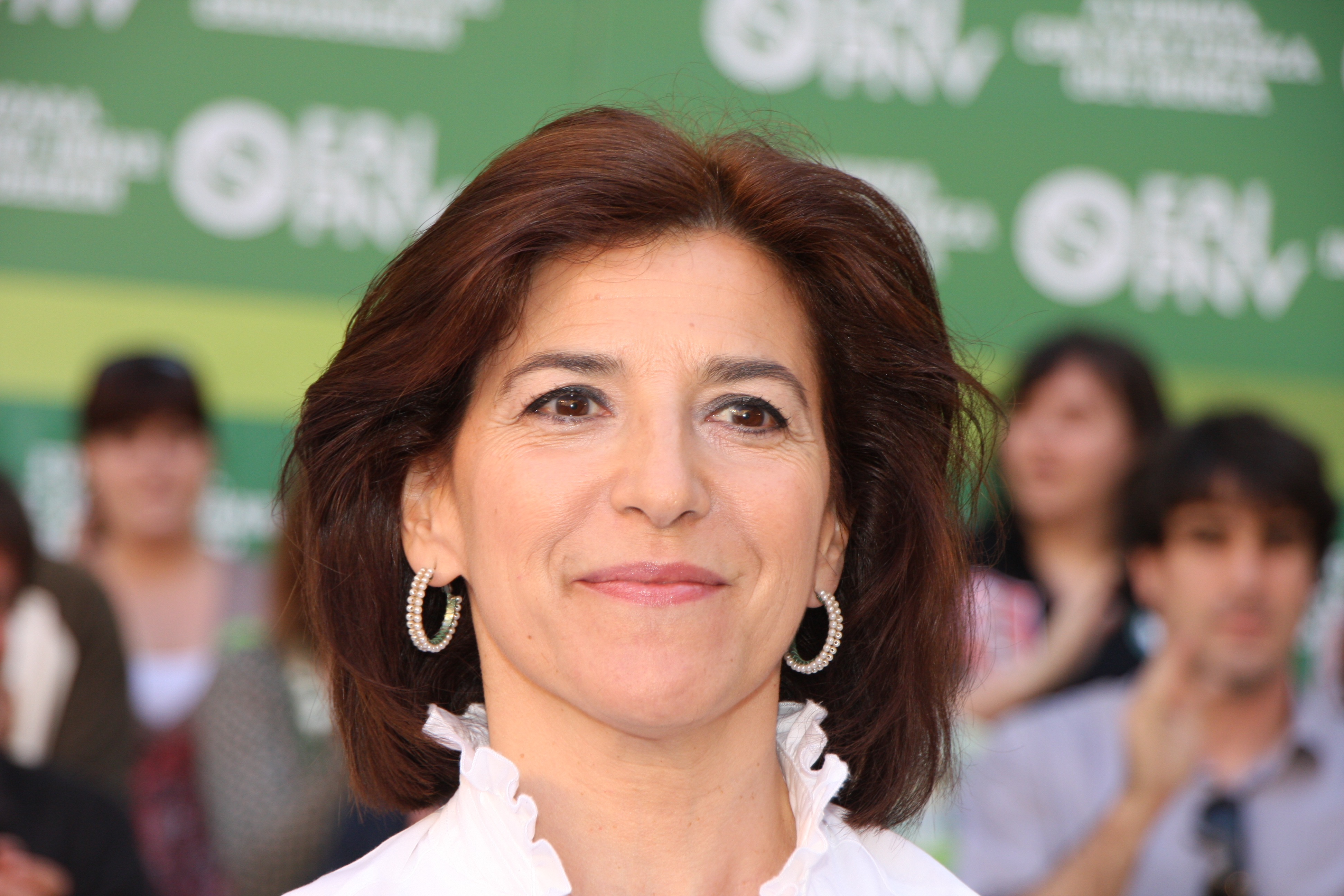
Izaskun Bilbao est la première femme à avoir occupé le poste de présidente du Parlement basque.